# Parotocinclus maculicauda
Parotocinclus maculicauda (Паротоцинклюс червоноплавцевий) — вид риб з роду Parotocinclus родини Лорікарієві ряду сомоподібні.

## Опис
Загальна довжина сягає 6 см. Голова доволі широка, трохи сплощена зверху. Очі невеличкі. Задня скронева кістка неперфорована. Тулуб подовжений, вкрито кістковими пластинками. У самців він стрункіший. На череві пластини нерівно розташовані. Спинний плавець низький, довгий. Грудні та черевні плавці широкі, проте останні поступаються розмірами першим. Жировий плавець відсутній. У самців біля анального плавця присутній генітальний горбок. Хвостовий плавець витягнутий, усічений.
Забарвлення коливається від сіро-зеленого до жовто-зеленого кольору. З боків є контрастні плями, що зливаються у поздовжні плями з нечіткими межами. Головний промінь спинного, грудних та хвостового плавців червоні з коричневою облямівкою. В основі хвоста присутня велика світло-червона пляма, яка може перейти на нижню частину хвостового плавця. Самці більш яскраві.

## Спосіб життя
Воліє до чистої води. Зустрічається в мілководних річках і струмках, з піщано-кам'янистим дном. Утворює невеличкі косяки. Ведуть денний спосіб життя, обшарюючи дно в пошуках їстівного. Живиться м'якими водоростями, личинками комах.
Статева зрілість настає у віці 6-8 місяців. Самиця відкладає ікру на рослини.

## Розповсюдження
Мешкає у прибережних річках між штатами Санта-Катарина і Ріо-де-Жанейро (Бразилія).